# Afromastax mayidiana
Afromastax mayidiana är en insektsart som beskrevs av Marius Descamps 1977. Afromastax mayidiana ingår i släktet Afromastax och familjen Thericleidae. Inga underarter finns listade i Catalogue of Life.